# Eupogonius ursulus
Eupogonius ursulus là một loài bọ cánh cứng trong họ Cerambycidae.